# العلاقات البوسنية الكولومبية
العلاقات البوسنية الكولومبية هي العلاقات الثنائية التي تجمع بين البوسنة والهرسك وكولومبيا.

## مقارنة بين البلدين
هذه مقارنة عامة ومرجعية للدولتين:
| وجه المقارنة                                              | البوسنة والهرسك                                             | كولومبيا        |
| --------------------------------------------------------- | ----------------------------------------------------------- | --------------- |
| المساحة (كم2)                                             | 51.20 ألف                                                   | 1.14 مليون      |
| عدد السكان (نسمة)                                         | 3.51 مليون                                                  | 49.07 مليون     |
| الكثافة السكانية (ن./كم²)                                 | 68.55                                                       | 43.04           |
| العاصمة                                                   | سراييفو                                                     | بوغوتا          |
| اللغة الرسمية                                             | اللغة البوسنوية، اللغة الكرواتية، اللغة الصربية             | اللغة الإسبانية |
| العملة                                                    | مارك بوسني                                                  | بيزو كولومبي    |
| الناتج المحلي الإجمالي (بليون دولار)                      | 18.17 مليار                                                 | 309.19 مليار    |
| الناتج المحلي الإجمالي (تعادل القوة الشرائية) بليون دولار | 41.35 مليار                                                 | 724.96 مليار    |
| الناتج المحلي الإجمالي الاسمي للفرد دولار أمريكي          | 4.25 ألف                                                    | 7.60 ألف        |
| الناتج المحلي الإجمالي للفرد دولار أمريكي                 | 10.43 ألف                                                   | 13.36 ألف       |
| مؤشر التنمية البشرية                                      | 0.733                                                       | 0.720           |
| رمز المكالمات الدولي                                      | +387                                                        | +57             |
| رمز الإنترنت                                              | .ba                                                         | .co             |
| المنطقة الزمنية                                           | توقيت وسط أوروبا، ت ع م+01:00، ت ع م+02:00، أوروبا/سراييفو ‏ | 00              |

## منظمات دولية مشتركة
يشترك البلدان في عضوية مجموعة من المنظمات الدولية، منها:
| علم المنظمة | اسم المنظمة                               | تاريخ انضمام البوسنة والهرسك | تاريخ انضمام كولومبيا |
| ----------- | ----------------------------------------- | ---------------------------- | --------------------- |
|             | مؤسسة التنمية الدولية                     | 25 فبراير 1993               | 16 يونيو 1961         |
|             | يونسكو                                    | 2 يونيو 1993                 | 31 أكتوبر 1947        |
|             | وكالة ضمان الاستثمار متعدد الأطراف        | 19 مارس 1993                 | 30 نوفمبر 1995        |
|             | الأمم المتحدة                             | 22 مايو 1992                 | 5 نوفمبر 1945         |
|             | الاتحاد البريدي العالمي                   | ?                            | ?                     |
|             | البنك الدولي للإنشاء والتعمير             | 25 فبراير 1993               | 24 ديسمبر 1946        |
|             | الاتحاد الدولي للاتصالات                  | 20 أكتوبر 1992               | 25 أغسطس 1914         |
|             | منظمة حظر الأسلحة الكيميائية              | ?                            | ?                     |
|             | مؤسسة التمويل الدولية                     | 25 فبراير 1993               | 20 يوليو 1956         |
|             | المركز الدولي لتسوية المنازعات الاستشارية | 13 يونيو 1997                | 14 أغسطس 1997         |
|             | منظمة الشرطة الجنائية الدولية             | ?                            | ?                     |

## وصلات خارجية
- موقع وزارة الخارجية البوسنية